# Depo Oboloň
Depo Oboloň (ukrajinsky Електродепо́ «Оболо́нь», Elektrodepo Oboloň) je depo kyjevského metra. Nachází se na Obolonsko-Teremkivské lince a bylo otevřeno 19. března 1988 po prodloužení linky na sídliště Oboloň.

## Historie
Před prodloužením druhé linky na sídliště Oboloň parkovaly soupravy v tunelech či v depu Darnycja na první lince. Depo bylo otevřeno po prodloužení linky v roce 1988. Mezi lety 1989 až 2007 zde vyjížděly i soupravy třetí linky metra, později se otevřelo depo Charkivske na třetí lince. 

### Soupravy metra v depu
- 81-717
- 81-717.5
- 81-540
- Slavutyč
- 81-702

Speciální kolejová vozidla:
- Služební vůz z soupravy metra Ež